# New York Film Critics Circle Awards 2023
L'89ª edizione dei New York Film Critics Circle Awards, annunciati il 30 novembre 2023, ha premiato i migliori film usciti nel corso dell'anno.
La cena di gala annuale per la premiazione è prevista per il 3 gennaio 2024 al TAO Downtown Restaurant di New York.

## Vincitori
A seguire vengono indicati i vincitori, in grassetto.

### Miglior film
- Killers of the Flower Moon, regia di Martin Scorsese (2023)

### Miglior regista
- Christopher Nolan – Oppenheimer

### Miglior attore protagonista
- Franz Rogowski – Passages

### Miglior attrice protagonista
- Lily Gladstone – Killers of the Flower Moon

### Miglior attore non protagonista
- Charles Melton – May December

### Miglior attrice non protagonista
- Da'Vine Joy Randolph – The Holdovers - Lezioni di vita (The Holdovers)

### Miglior sceneggiatura
- Samy Burch – May December

### Miglior film in lingua straniera
- Anatomia di una caduta (Anatomie d'une chute), regia di Justine Triet ·  Francia

### Miglior film di saggistica
- Menus-Plaisirs - Les Troisgros, regia di Frederick Wiseman

### Miglior film d'animazione
- Il ragazzo e l'airone (君たちはどう生きるか), regia di Hayao Miyazaki

### Miglior fotografia
- Hoyte van Hoytema – Oppenheimer

### Miglior opera prima
- Past Lives, regia di Celine Song

### Menzione speciale
- Karen Cooper - per i suoi cinque decenni di leadership creativa come direttrice del Film Forum